# Lesotho Premier League
Lesotho Premier League jest najwyższą piłkarską klasą rozgrywkową w Lesotho. Pierwszy sezon miał miejsce w 1970. 

## Kluby w sezonie 2009/2010
- LDF Maseru
- Lioli Teyateyaneng
- Bantu United Mafeteng
- LMPS Maseru
- Matlama Maseru
- LCS Maseru
- Joy Leribe
- Swallows Mazenod Maseru
- Linare Leribe
- Mphatlalatsane Maseru
- Likhopo Maseru
- Lerotholi Polytechnic Maseru
- Rovers Roma Maseru
- Nyenye Rovers Maputsoe
- Majantja Quthing
- Botha Bothe Roses

## Mistrzowie
- 1970: Maseru United
- 1971: Majanja Mohale's Hoek
- 1972: Police Maseru
- 1973: Linare Leribe
- 1974: Matlama Maseru
- 1975: Maseru FC
- 1976: Maseru United
- 1977: Matlama Maseru
- 1978: Matlama Maseru
- 1979: Linare Leribe
- 1980: Linare Leribe
- 1981: Maseru Brothers
- 1982: Matlama Maseru
- 1983: LPF Maseru
- 1984: LPF (Maseru)
- 1985: Lioli Teyateyaneng
- 1986: Matlama Maseru
- 1987: LDF Maseru
- 1988: Matlama Maseru
- 1989: Arsenal Maseru
- 1990: LDF Maseru
- 1991: Arsenal Maseru
- 1992: Matlama Maseru
- 1993: Arsenal Maseru
- 1994: LDF Maseru
- 1995: Majanja Mohale's Hoek
- 1996: Rovers Roma Maseru
- 1997: LDF Maseru
- 1998: LDF Maseru
- 1999: LDF Maseru
- 2000: LPS Maseru
- 2001: LDF Maseru
- 2002: LPS Maseru
- 2003: Matlama Maseru
- 2004: LDF Maseru
- 2005: Likhopo Maseru
- 2006: Likhopo Maseru
- 2007: LCS Maseru
- 2008: LCS Maseru
- 2009: Lioli Teyateyaneng
- 2010: Matlama Maseru